# Макаров, Василий Павлович
Василий Павлович Макаров (12 февраля 1935, д. Ульяновская, Медвежьегорский район, Карело-Финская ССР — 20 сентября 2003) — советский] биатлонист, участник чемпионата мира 1965 года, серебряный призёр чемпионата СССР 1961, 1965. Почётный мастер спорта СССР.

## Биография
Родился 12 февраля 1935 года в д. Ульяновская Медвежьегорского района Карело-Финской ССР.
Лыжами начал заниматься в школе в г. Суоярви, продолжил занятия курсантом Пушкинского военного радиотехнического училища войск ПВО, которое окончил в 1957 году. В этом же году в составе команды военного училища занял второе место в лыжной гонке патрулей на 30 км со стрельбой на Спартакиаде Ленинградского Военного округа, и перешёл в современное зимнее двоеборье (биатлон), выступая и в лыжных гонках. В 1960 году стал чемпионом Вооруженных Сил СССР, ему присвоено звание мастера спорта СССР первому из биатлонистов Ленинграда. Он входит в число ведущих биатлонистов страны. Выступал за команду Вооружённых сил и город Ленинград. Неоднократно побеждал на первенствах Вооружённых сил СССР.
В 1961 и 1965 году выиграл серебряные медали, в 1964 году выиграл бронзовую медаль чемпионата СССР, в индивидуальной гонке. В 1966 году стал чемпионом СССР в составе команды г. Ленинграда на спартакиаде народов СССР, и бронзовым призером в эстафете. В 1963 и 1965 году в составе сборной команды ВС СССР становился чемпионом Спартакиады дружественных армий, в 1963 году в индивидуальной гонке занял второе место и выиграл серебряную медаль. В 1966—1967 годах являлся вторым тренером сборной СССР по биатлону.
На чемпионате мира единственный раз принял участие в 1965 году в Эльверуме. В индивидуальной гонке занял 15-е место и стал третьим среди участников из СССР, в неофициальном командном зачёте занял второе место, вместе с Николаем Пузановым и Владимиром Меланьиным. В эстафете, проводившейся вне зачёта, участия не принимал, уступив место в команде Валентину Пшеницыну.
После окончания спортивной карьеры с 1972 по 1985 год ведущий преподаватель кафедры лыжной подготовки и легкой атлетики в Военном институте физической культуры, полковник ВС СССР. Участвовал в воспитании и становлении выдающихся гонщиков и биатлонистов СССР и РФ (Н. Бажуков, А. Алябьев, В. Драчев). Являлся судьей Всесоюзной категории по биатлону, участвовал в судействе чемпионатов мира по биатлону и других Всесоюзных и Всероссийских соревнований.
Умер 20 сентября 2003 года и похоронен в г. Гатчина Ленинградской области, кладбище на улице Солодухина.